# محمد نادري
محمد نادري من مواليد 5 أكتوبر 1996 مدافع إيراني لكرة القدم يلعب حاليًا في نادي برسبوليس الإيراني في دوري المحترفين الإيراني. انضم نادري إلى الفريق البلجيكي من الدرجة الأولى في يوليو لكنه مدد عقده مع برسيبوليس.

## روابط خارجية
- محمد نادري على موقع اتحاد تركيا (لاعب) (الإنجليزية)
- محمد نادري على موقع قاعدة بيانات كرة القدم.إي يو (الإنجليزية)
- محمد نادري على موقع ناشيونال فوتبول تيمز (الإنجليزية)
- محمد نادري على موقع Soccerway.com (الإنجليزية)